# ルーアン海洋博物館
ルーアン海洋博物館（フランス語: Musée maritime fluvial et portuaire de Rouen、英語: Maritime, Fluvial and Harbour Museum of Rouen）は、フランス最大の港の一つであるルーアンの港の歴史について展示する博物館である。1999年に開館した。

## 展示
博物館の展示のメインテーマは次のようなものである。
- 写真による港の歴史と、第二次世界大戦による破壊の様子
- 港のインフラと、大きな船の針路を導くセーヌ川の役割
- ニューカレドニアからニッケルを運ぶ巨大な帆船の展示室
- 博物館の正面や付近にしばしば入港する様々なタイプの貨物船による海運
- 川の航海
- 船を収納するビル
- クジラの骨格とクジラ狩り
- 潜水艦の歴史と、ロバート・フルトンの設計したノーチラス号の複製

トロール船や艀のモーター、かつてリスレ川の入り江に位置していたミストベル、ダイビング器材、1960年代のラジオキャビンの複製なども見ることができる。
博物館の中央にはクジラの全身骨格が展示されている。沖に上がって死亡した7歳のナガスクジラのものである。
また、ポンポン・バージと名づけられた38mもの長さの石でできた艀が展示室に展示されている。
そのほかにも、ルーアンの運搬橋やヴァイキングに関するものなど雑多な品が一時的に展示されている。

## 写真

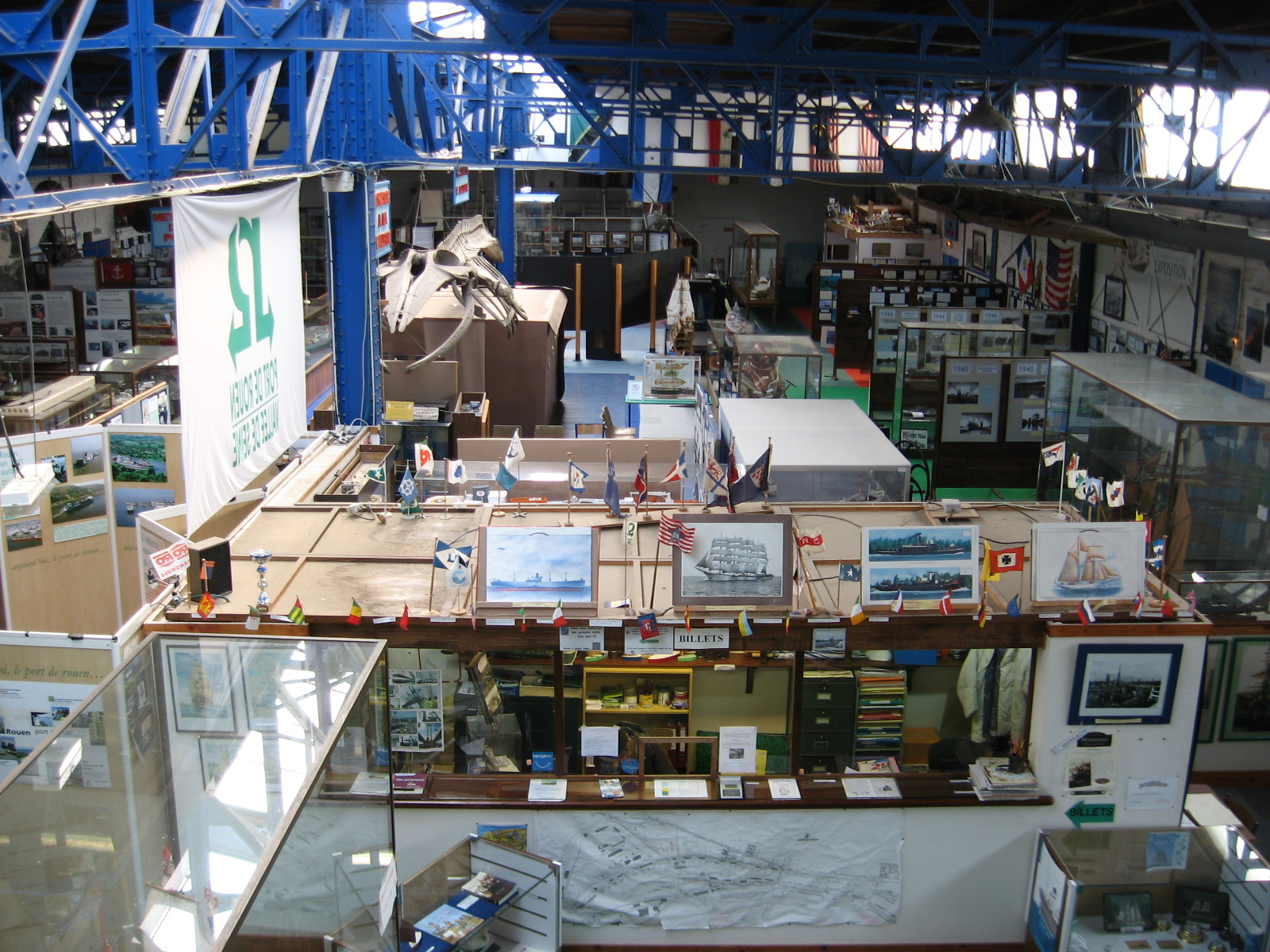
博物館の全景
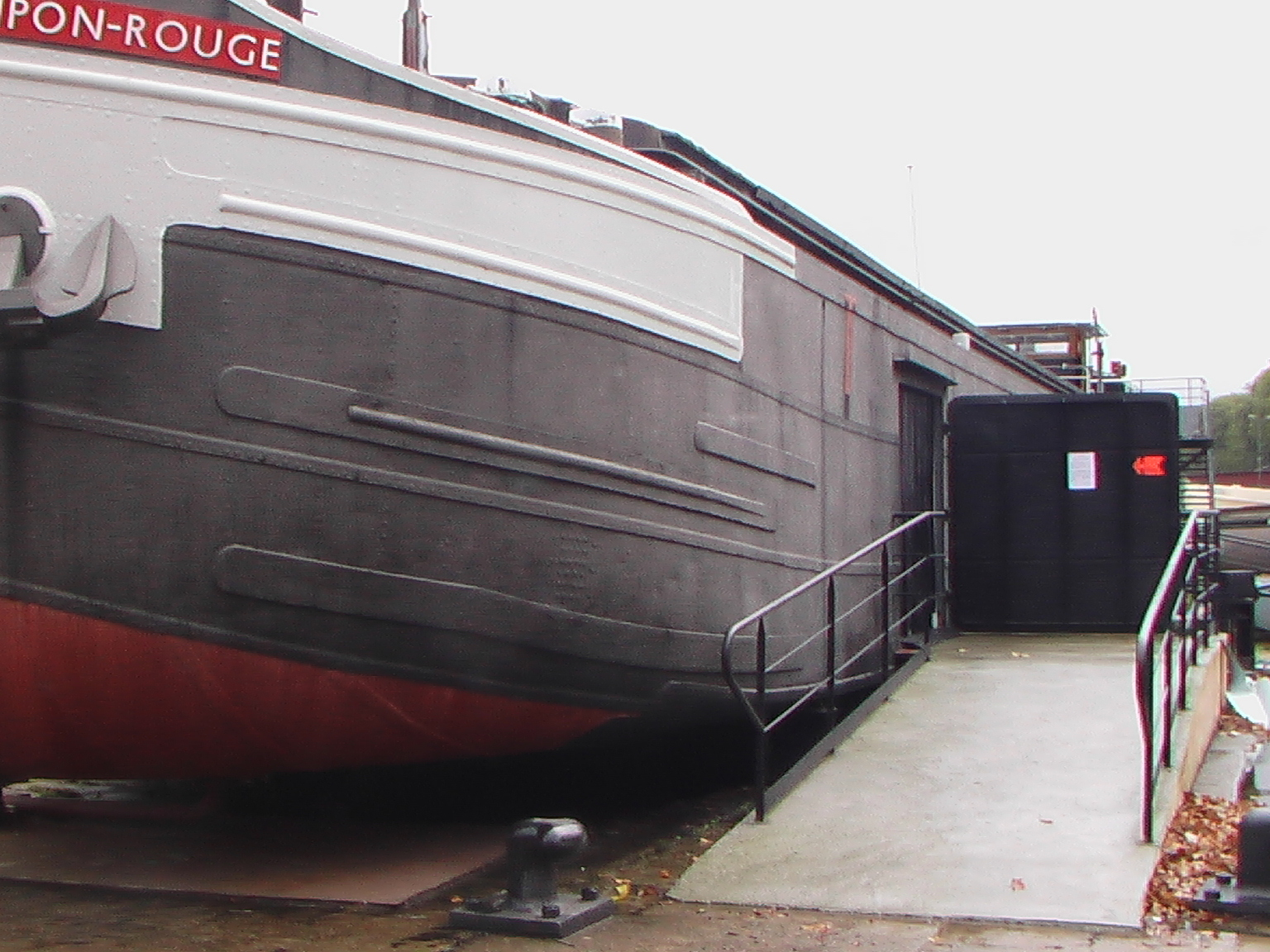
ポンポン・バージ
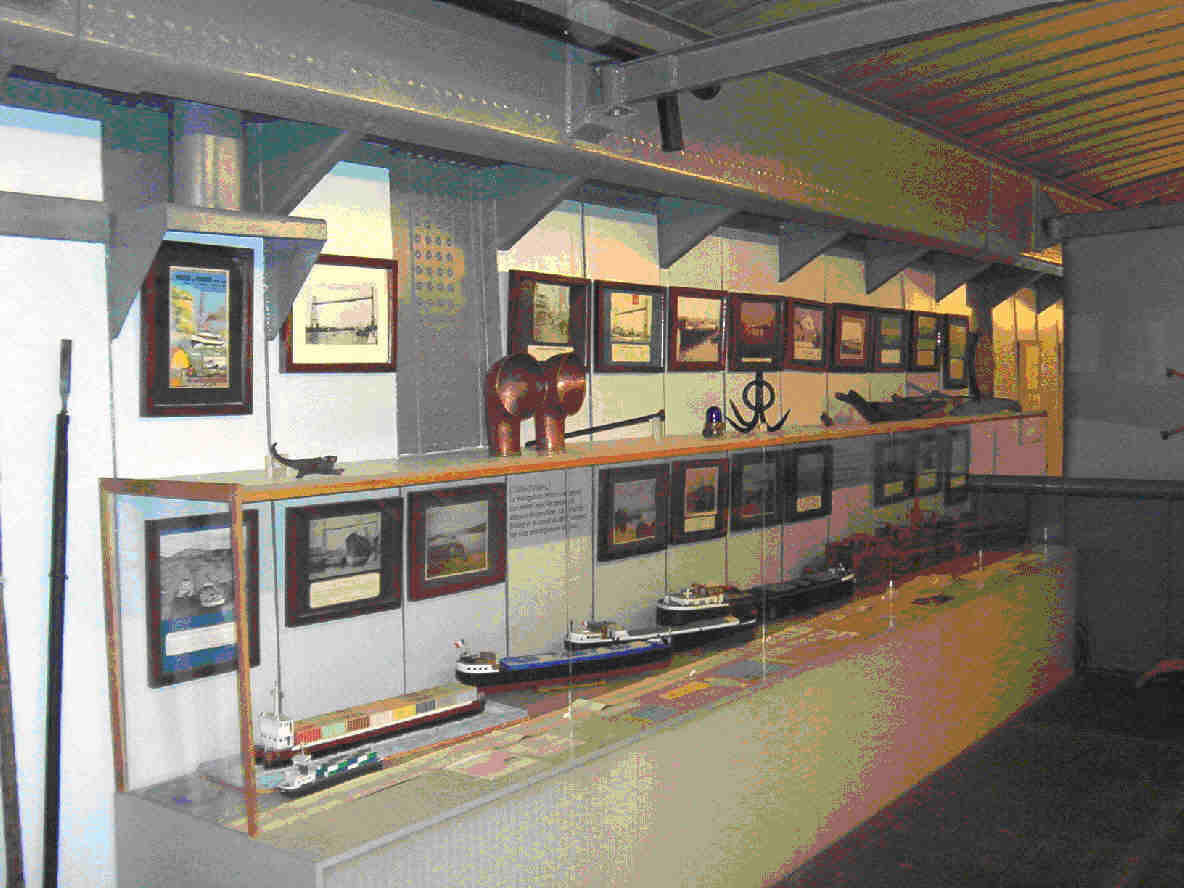
常設展示物
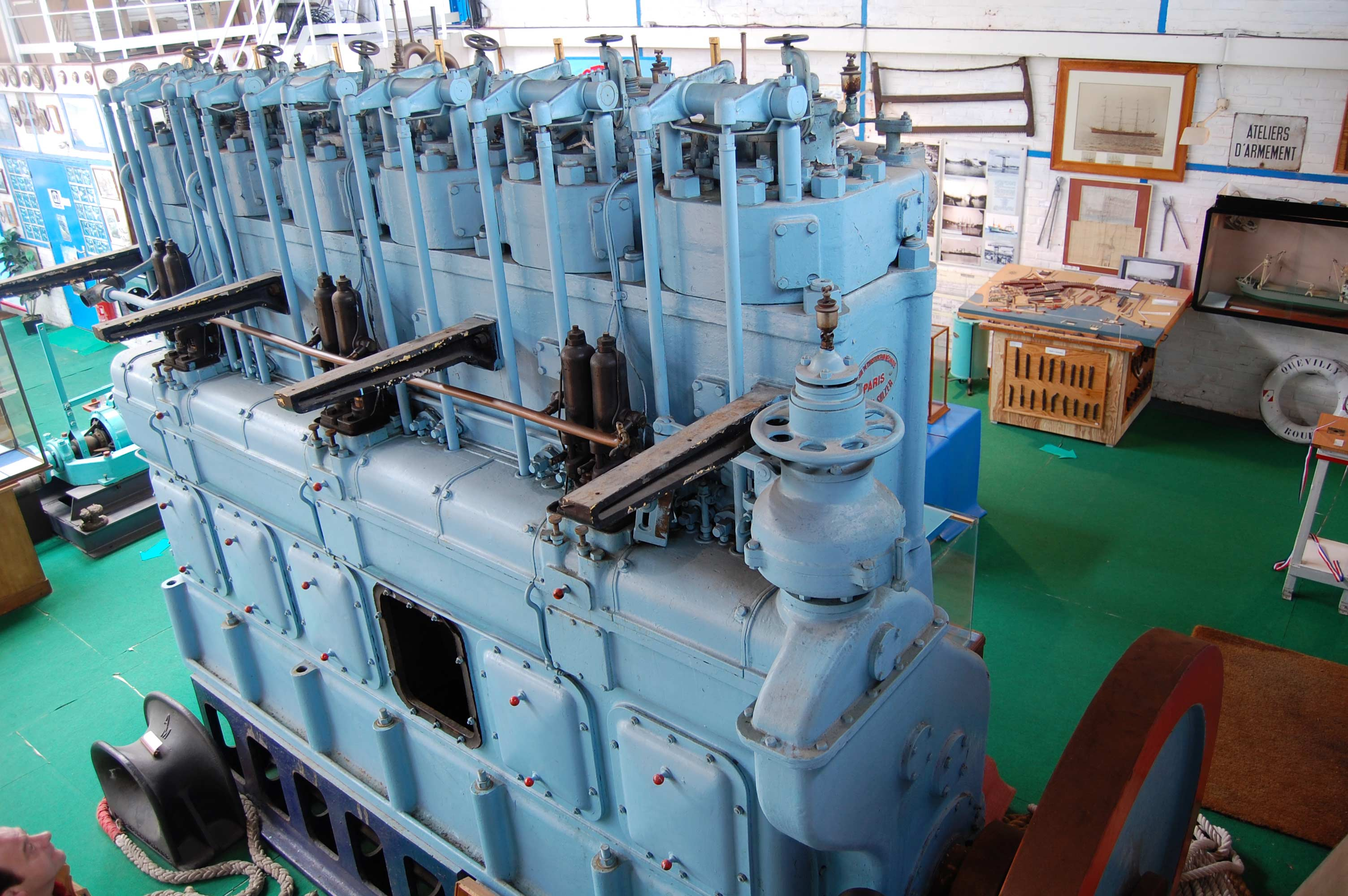
トロール船のモーター
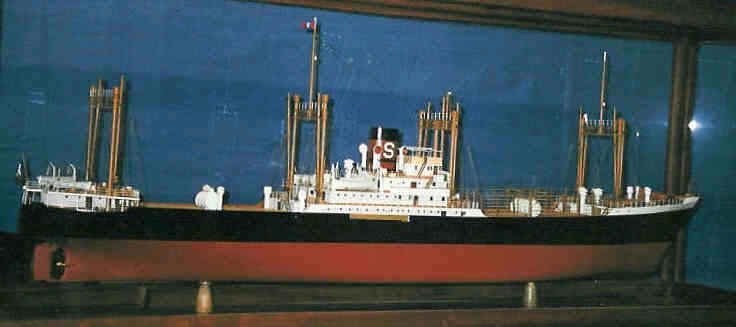
停泊する船舶
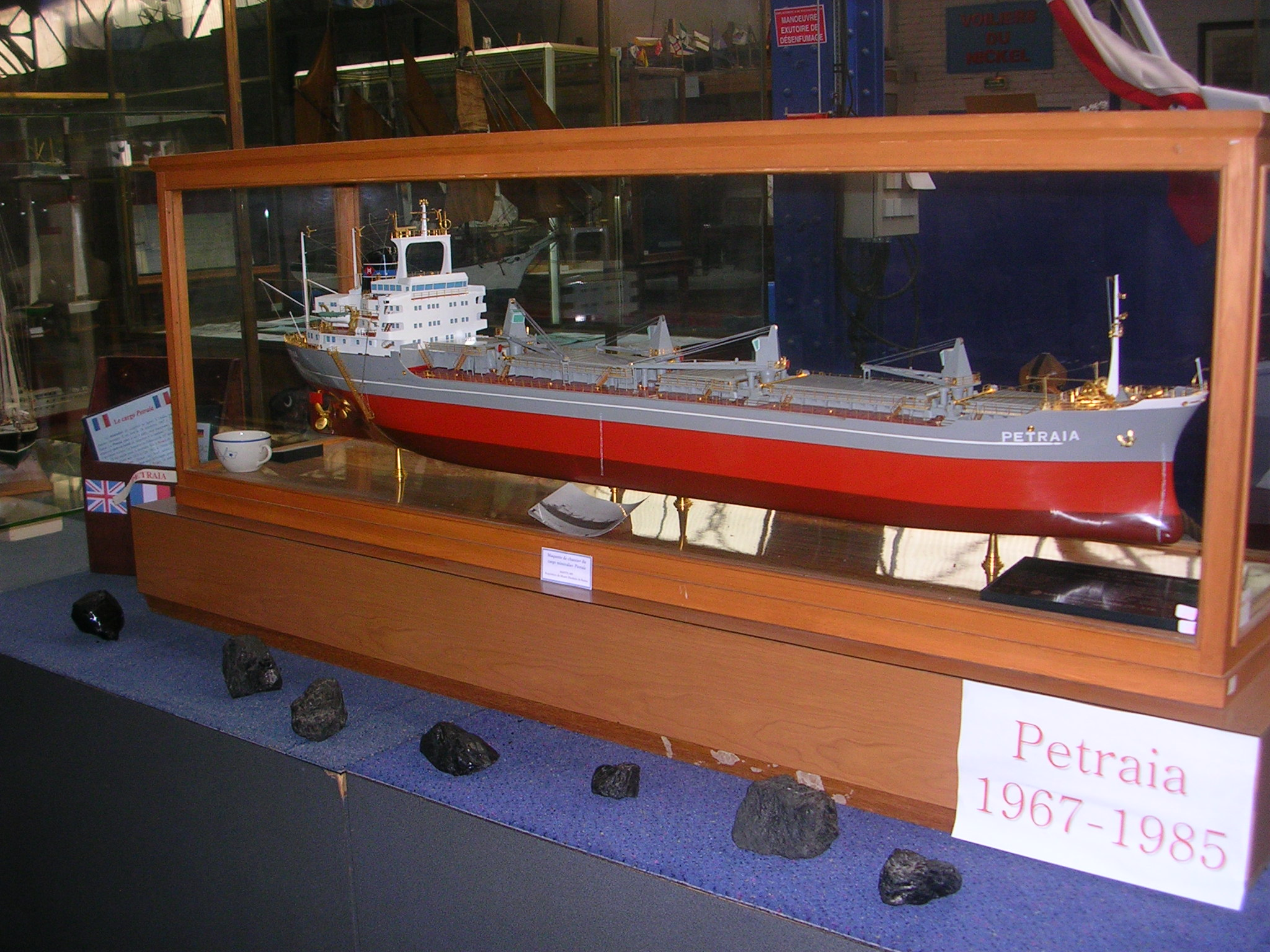
石炭運搬船のモデル
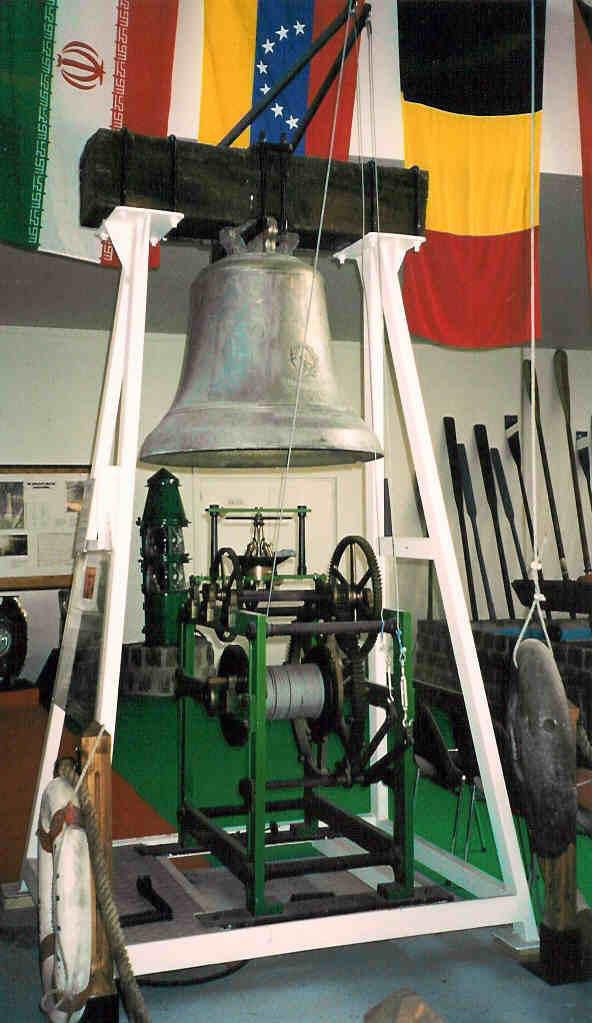
リスレ川のミストベル
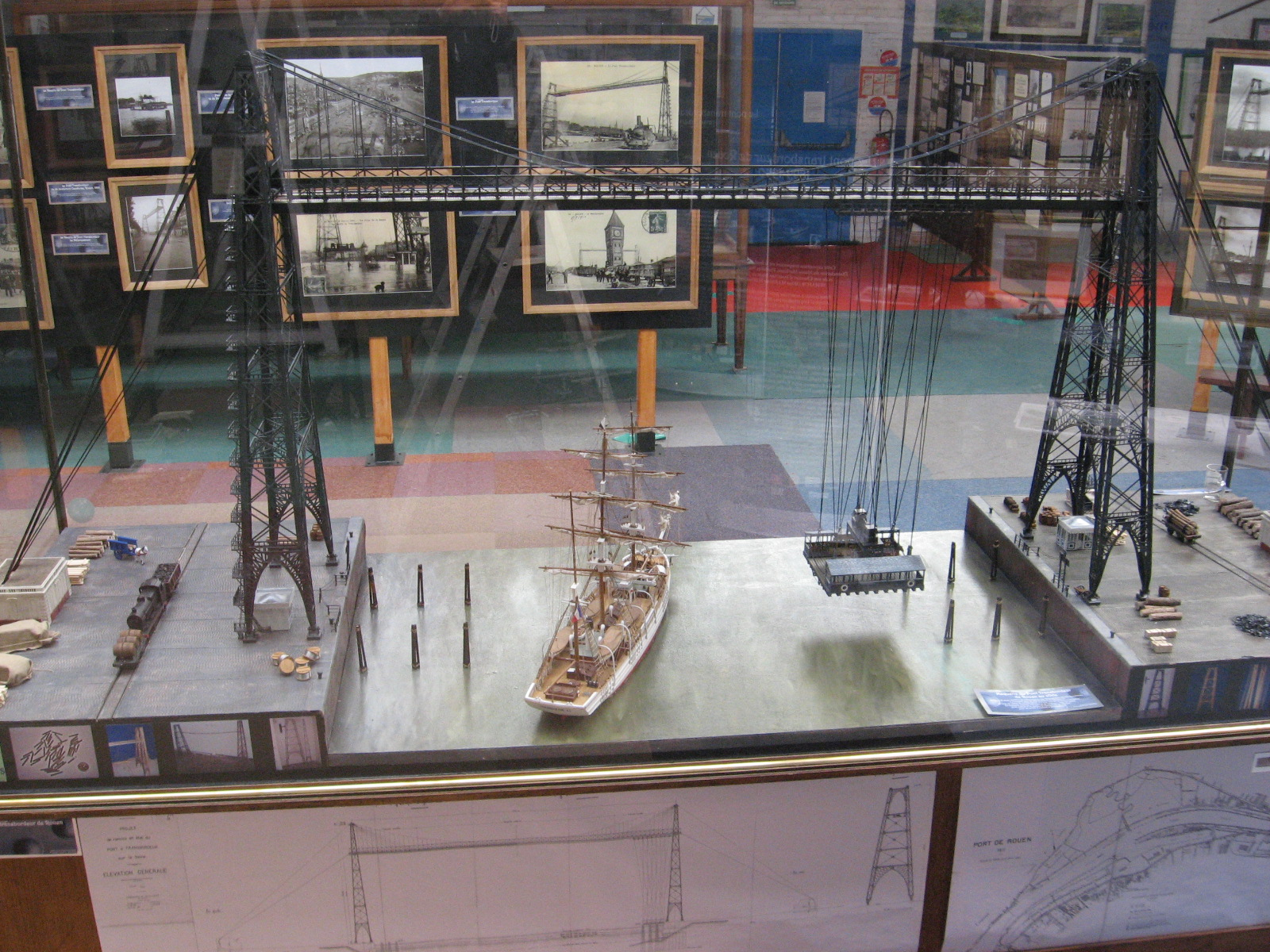
ルーアンの運搬橋のモデル
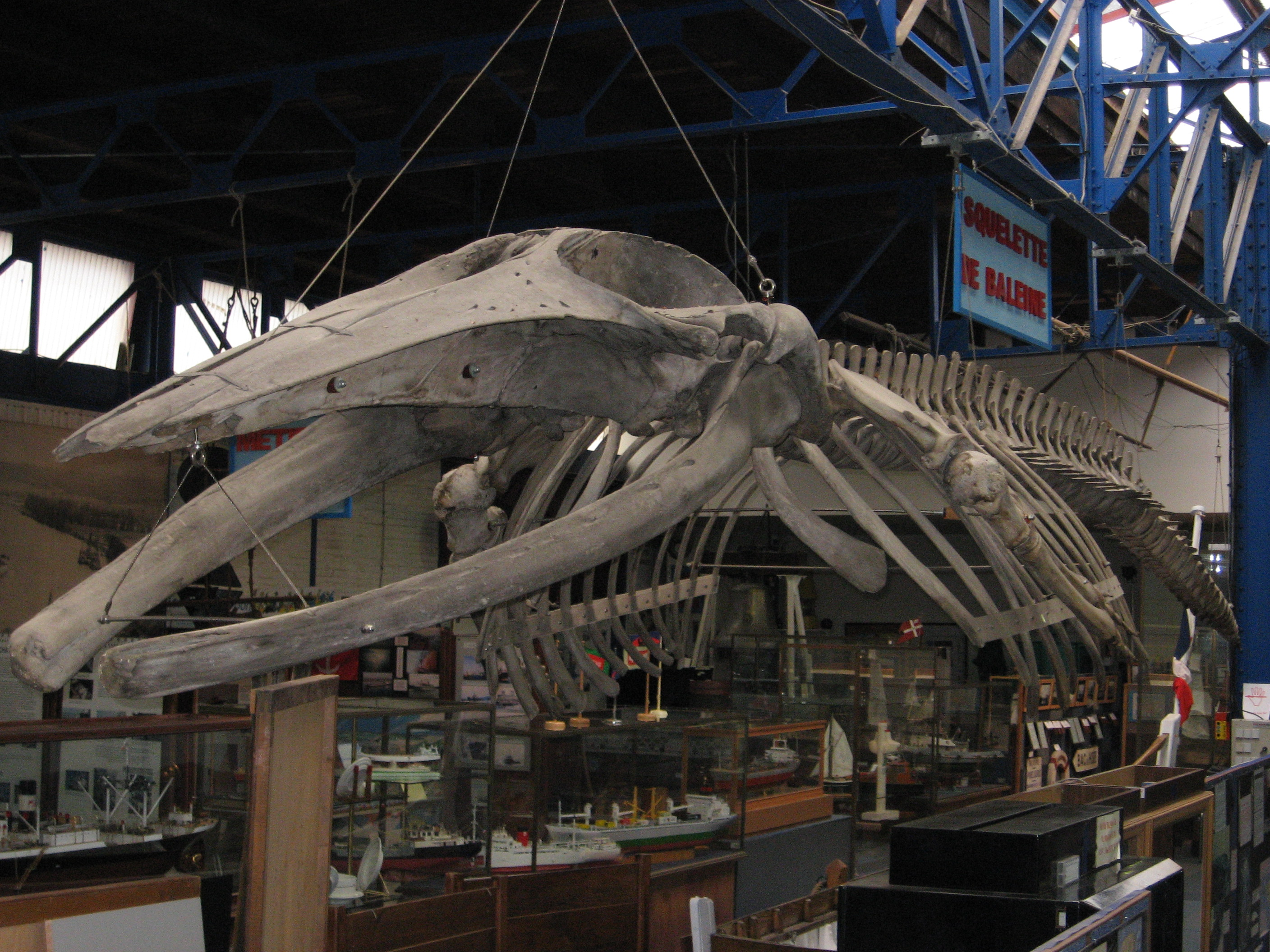
クジラの全身骨格
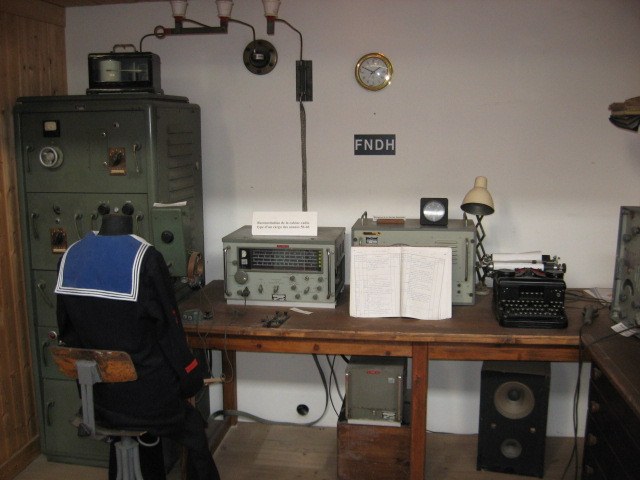
1960年代のラジオキャビンの再現
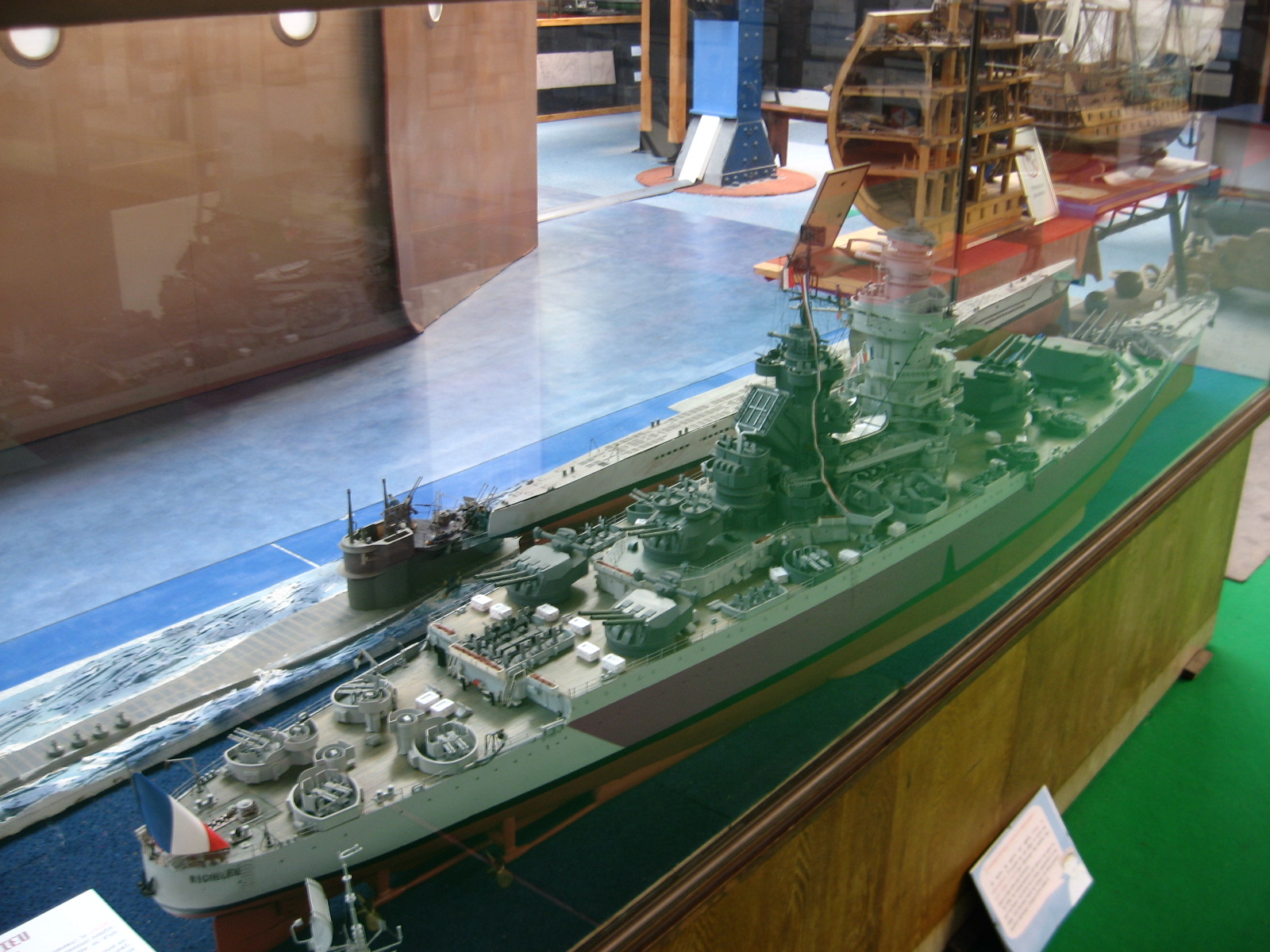
戦艦リシュリューのモデル
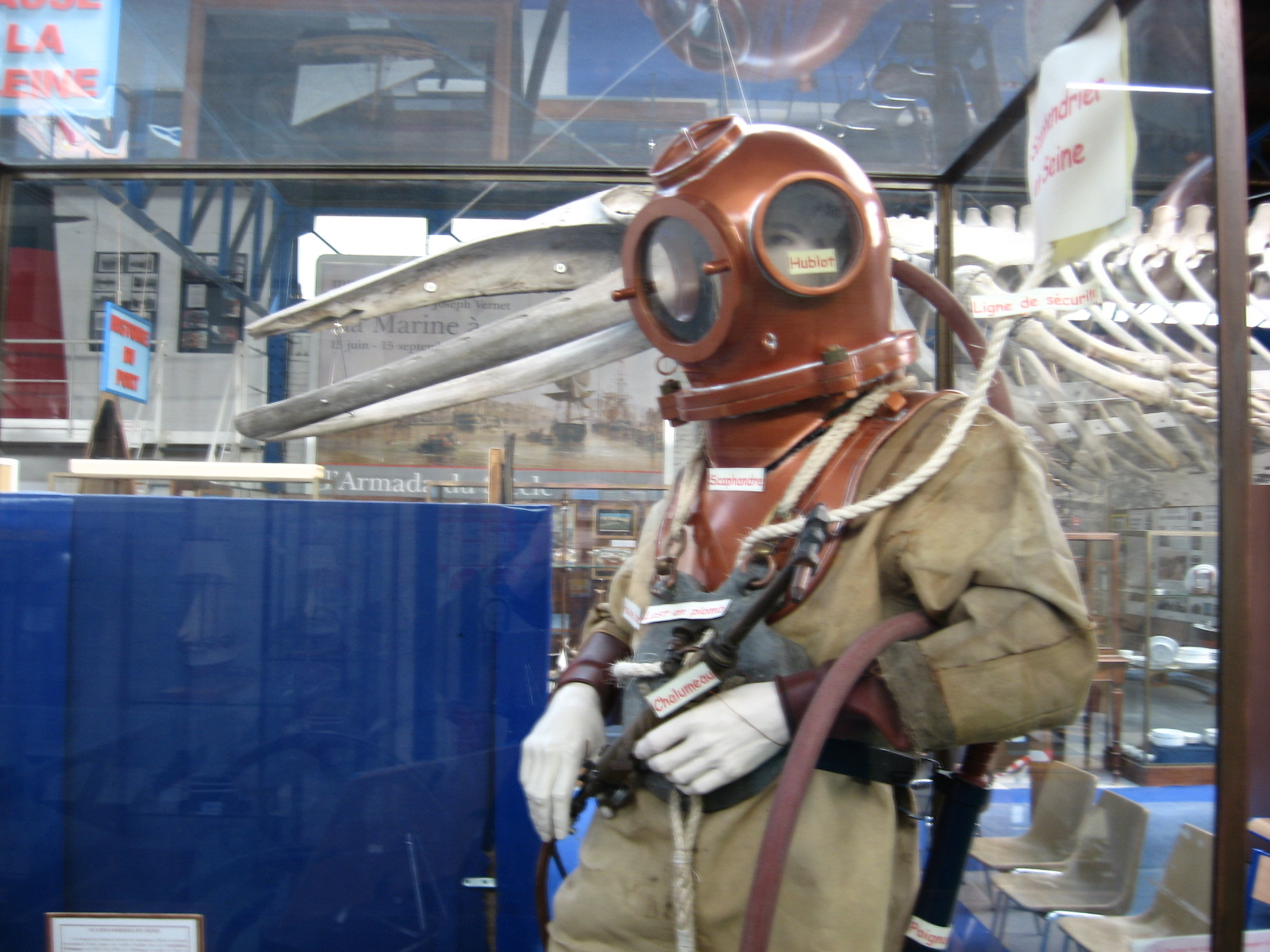
ダイビング機材

## 場所

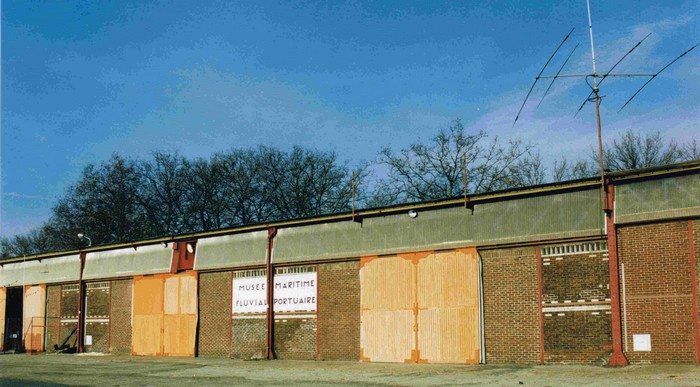
博物館のある第13格納庫

博物館は、ギュスターヴ・フローベール橋からそう遠くない、かつて港の格納庫があった場所に位置している。
格納庫は1926年に建てられ、1966年にPort autonome de Rouenと名付けられるまで、ハンガーMと呼ばれていた。この格納庫は、北アフリカとの航路を開いたSchiaffino Companyによって購入される1970年代まで放置されていた。専用のワイン格納庫ができるまではワインを貯蔵するために使われていたが、格納庫が作られて後は果物の貯蔵用に使われるようになった。1970年代から1984年まで、この格納庫は多くの会社によって使われたが、次第に港の構造に合わなくなったため使われなくなった。